# Djarum
PT Djarum è un'azienda indonesiana produttrice di sigarette kretek (aromatizzate con chiodi di garofano), fondata il 21 aprile 1951 da Oei Wie Gwan a Kudus, in Giava Centrale. Oltre all'industria del tabacco, è attiva anche in investimenti e sponsorizzazioni sportive.

## Storia
Nel 1951 Oei Wie Gwan, un imprenditore indonesiano di etnia cinese, rilevò a Kudus un'azienda di sigarette sull'orlo del fallimento, che si chiamava NV Murup. Il marchio delle sigarette aveva come nome Djarum Gramofon (che in indonesiano vuol dire "puntina del grammofono", elemento tuttora presente nel logo aziendale), ma Oei Wie Gwan lo abbreviò in Djarum. Nel 1963 l'azienda era sul punto di chiudere a seguito di un vasto incendio che ne distrusse la fabbrica e della morte di Oei Wie Gwan, ma i suoi figli, Robert Budi Hartono e Michael Bambang Hartono, ne assunsero il controllo e decisero di ricostruirla da capo.
Le sigarette kretek di Djarum, molto popolari in Indonesia e prodotte in gran quantità, vengono avvolte sia manualmente sia meccanicamente. Il kretek classico avvolto a mano viene ancora prodotto usando gli antichi metodi di lavorazione, mentre quello con l'avvolgimento meccanizzato, introdotto all'inizio degli anni 1970, viene realizzato mediante un processo completamente automatizzato.
A seguito della crisi finanziaria asiatica del 1997, l'azienda divenne parte di un consorzio che rilevò la Bank Central Asia (BCA) dalla Badan Penyehatan Perbankan Nasional (BPPN). La BCA è la più grande banca privata in Indonesia e precedentemente faceva parte del gruppo Salim. Dal 2010 la quota di maggioranza della banca (il 51%) è controllata da Djarum. Nel 2004 il gruppo Djarum Group stipulò col governo indonesiano un contratto "Build–Operate–Transfer" (BOT) della durata di 30 anni per sviluppare e rinnovare l'Hotel Indonesia a Giacarta nell'ambito del progetto Grand Indonesia.
Nel 2009, a seguito dell'introduzione del "Family Smoking Prevention and Tobacco Control Act", che vieta la maggior parte delle sigarette aromatizzate, negli Stati Uniti d'America i prodotti Djarum aromatizzati con chiodi di garofano vengono commercializzati come "sigarette filtrate" ed avvolte in foglie di tabacco al posto delle cartine nere; il tabacco viene essiccato e le sigarette sono impacchettate in confezioni da 12 anziché da 20.

## Marchi di sigarette

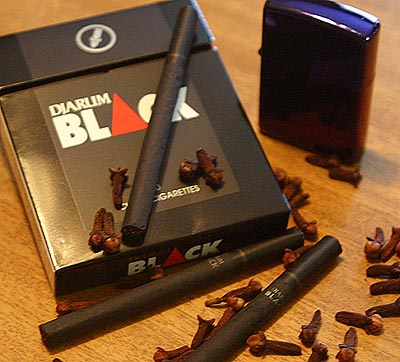
Un pacchetto di sigarette Djarum Black

### Nazionali
- Clavo
- Clavo Premio Filter
- Djarum King Size
- Djarum Black
- Djarum Black Cappuccino
- Djarum Black Menthol
- Djarum Black Mild
- Djarum Black Mild Menthol
- Djarum Cigarillos
- Djarum Coklat
- Djarum Coklat Extra
- Djarum Coklat Filter
- Djarum Coklat Retro
- Djarum Istimewa
- Djarum Istimewa Filter
- Djarum 76
- Djarum 76 Filter Gold
- Djarum Super
- Djarum Super Mild
- Djarum Super Mild Black Series
- Djarum Super Mild Blue Series
- Chief
- Mr.Brown
- Ultra Special
- Cobra King
- Senior
- Insta Calvani

- Insta Kretek
- Intro
- Intro Menthol
- Dos Hermanos
- Gold Seal
- L.A. Lights
- L.A. Menthol
- L.A. Ice
- L.A. Bold
- L.A. Filtered
- Kedai Kopi
- Kembang Djati
- Kembang Gading
- Kembang Madu
- Kembang Makmur
- Kembang Sawit
- Kembang Tanjung
- Kembang Tebu
- Kembang Turi
- Kotak Adjaib
- Rudal
- Warung Kopi
- Warung Kopi Slim
- Access Mild
- Beat Mild
- Hits Mild
- Ten Mild

- Ten Mild Menthol
- Relax Mild
- Fellas Mild
- Nuu Mild
- In Mild
- In Mild Menthol
- Envio Kretek
- Envio Mild
- Geo Mild
- Slic Mild
- Score Mild
- Polo  Mild
- Forte Original
- Forte Menthol
- Forte Lights
- Forte Extra Breeze
- Forte Extra Breeze Menthol
- Pusaka
- Ziga
- Troy
- Viper
- Crystal Kretek
- Crystal Red
- Crystal Special
- Mustang
- Mustang Lights
- Urban Mild

### Internazionali

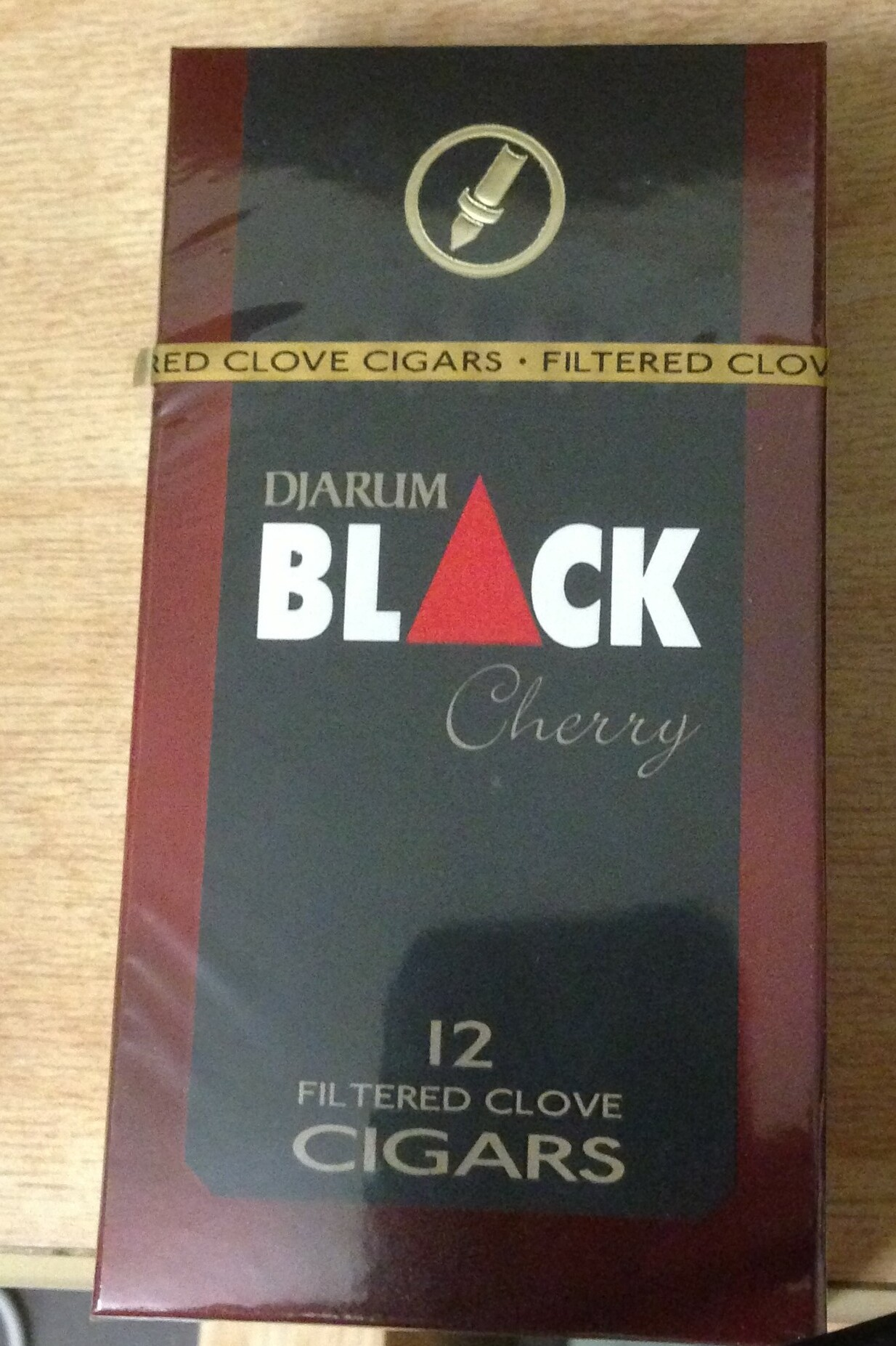
Un pacchetto di sigarette Djarum Black Cherry in vendita negli Stati Uniti

- Djarum Bali Hai
- Djarum Black
- Djarum Black Bliss
- Djarum Black Cherry
- Djarum Black Menthol Supersmooth
- Djarum Black Supersmooth
- Djarum Black Vanilla
- Djarum Cherry
- Djarum Menthol
- Djarum Mild
- Djarum Special
- Djarum Splash
- Djarum Super
- Djarum International
- Djarum Original
- Djarum Vanilla
- Gold Seal
- LA Lights
- LA Menthol Lights
- Spice Island
- Djarum Classic
- Djarum Filter
- Djarum Merdeka
- The President
- Djarum Super Compact Size (CS)
- Djarum Super Mezzo
- Djarum Supremo

- Djarum Safari
- Djarum Black Tea
- Djarum Black Slimz
- Djarum Black Silver
- Djarum Black Emerald
- Djarum Black Ruby
- Djarum Black Ultra Menthol
- Djarum Black Sapphire
- Djarum Black Ivory
- Djarum Bravo
- Djarum 76 Twin Pack
- Djarum Khusus Karyawan
- Djarum Elite
- Djarum Emas
- Djarum Jaya
- Djarum Nusantara
- Djarum Prima
- Djarum Ultra
- Inspiro (fuori produzione)
- Ace Mild (fuori produzione)
- Filtra 100s (fuori produzione)
- Milday (fuori produzione)
- Supra Djirak (fuori produzione)
- VIP President (fuori produzione)
- Zamrud Mild
- Premium International
- Premium One

## Altri investimenti
Djarum ha progressivamente diversificato i propri investimenti anche al di fuori del proprio core business. Tra le società controllate e partecipate si annoverano:
- Bank Central Asia (istituto bancario)
- Blibli (piattaforma di e-commerce)
- Ranch Market e Farmers Market (catene di supermercati)
- Visinema Pictures (casa di produzione cinematografica)
- Sumber Kopi Prima (produttrice di caffè solubile a marchio Delizio Caffino e Kopi Tubruk Gadjah)
- Mola (piattaforma di streaming)
- Polytron (componentistica elettronica)
- Tiket.com (sito di viaggi)
- Savoria (produttrice di bibite a marchio Yuzu)
- Global Dairi Alami (produttrice di articoli caseari a marchio MilkLife)
- SuperSoccer TV (sito di notizie sportive e piattaforma di streaming)

## Impegno nello sport
Il gruppo ha patrocinato (tramite la Djarum Foundation) il club di badminton PB Djarum; è stato inoltre sponsor del campionato indonesiano di calcio di prima divisione, che dal 2005 al 2008 si è chiamata Liga Djarum Indonesia e poi fino al 2011 Djarum Indonesia Super League.
Tramite la società di diritto britannico SENT Entertainment, Djarum è altresì proprietaria de facto della società calcistica italiana Como 1907 che tra il 2019 e il 2024 ha ottenuto le promozioni in Serie B e Serie A.